# ThetaHealing
A ThetaHealing egy, az Amerikai Egyesült Államokból származó, alternatív gyógyászati és terápiás módszer. A theta healinget a hivatalos eredettörténet szerint egy Vianna Stibal nevű hölgy találta fel, miután meditációval kigyógyította saját magát a rákból, eközben théta-állapotban kapcsolatba lépett a Teremtővel, és rájött, hogyan lehet a gondolat erejével a DNS-t közvetlenül manipulálni. Kritikusai áltudománynak tekintik.

## Alkalmazása
A módszer alkalmazása során egy vezetett meditáción keresztül mind a kezelő (ún. konzulens), mind a kezelt személy (ún. kliens) théta agyhullámra hangolódik. A ThetaHealing szerint a théta állapot segítségével könnyen és gyorsan beazonosíthatóak a kezelt személy tudatalattijának rejtett hiedelmei (pl. fóbia, pszichoszomatikus tünetek). A módszert használó így képessé válik azokat tudatosan megváltoztatni. Alkalmazásával gyors javulás tapasztalható meg a kliens közérzetében. Alkalmazói szerint a megváltozott, nyugodt lelkiállapot jótékony hatással bír az egyén egészségi állapotára, ám erre tudományos bizonyíték nincs, Az MTA Orvosi Tudományok Osztálya állásfoglalása szerint "nem található adat arra vonatkozólag, hogy e kritériumok alapján kedvező hatása lenne a beavatkozásnak", emiatt az áltudományok közé sorolják. 

## Alapító

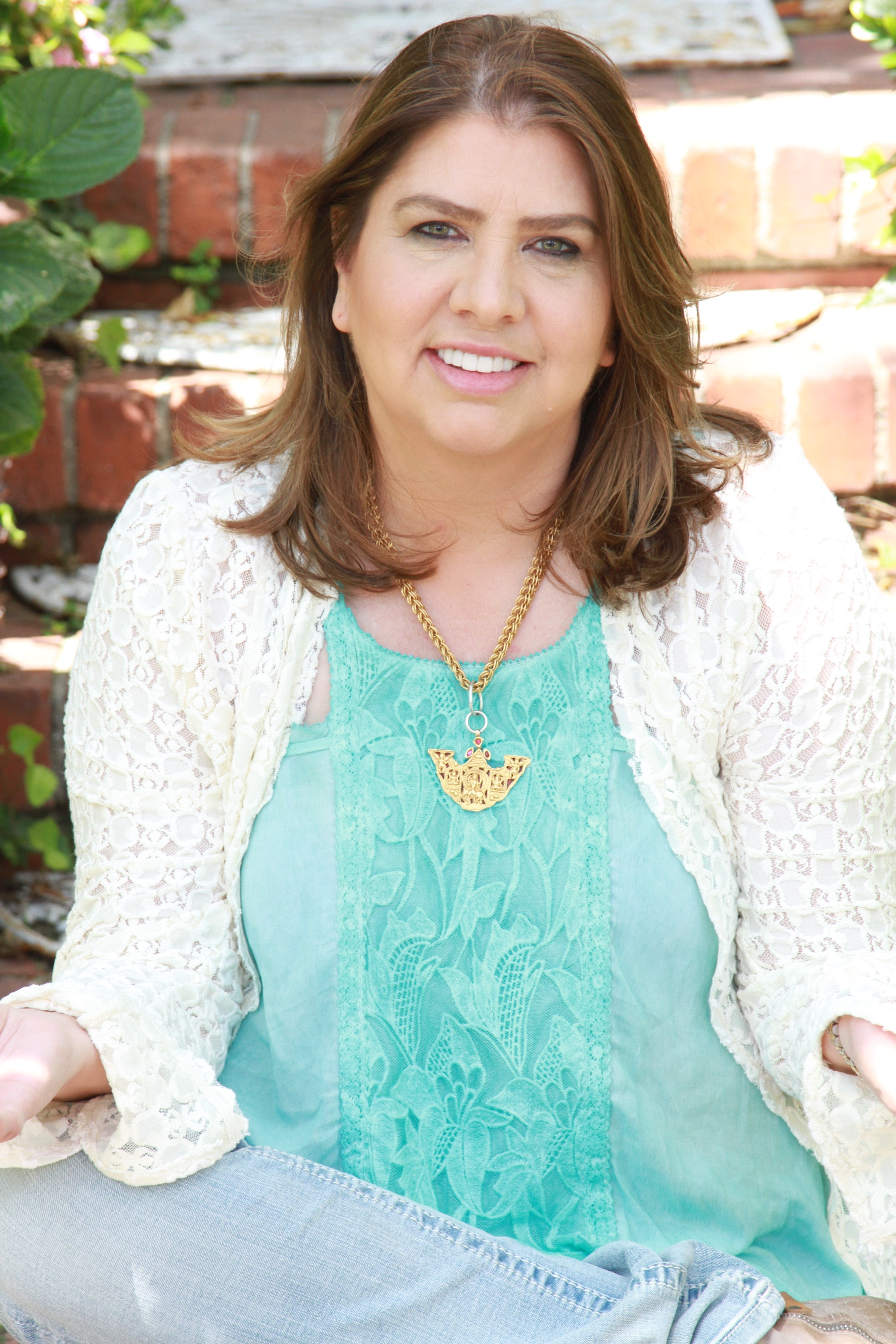
Vianna Stibal

A módszert az amerikai Vianna Stibal alkotta meg 1995-ben, aki állítása szerint önmagán alkalmazva gyógyult ki súlyos betegségeiből. Eredeti könyve részletesen leírja gyógyulásának útját és az általa kidolgozott meditációs technika használatát.